# Die Hard 2
Die Hard 2 (Finland: Med dödlig påföljd 2) är en amerikansk actionfilm som hade biopremiär i USA den 4 juli 1990, regisserad av Renny Harlin, med Bruce Willis i huvudrollen som  John McClane.

## Handling
På julaftonskvällen sitter polisen John McClane (Bruce Willis) på en internationell flygplats och väntar på sin frus flygplan när plötsligt en grupp terrorister intar flygplatsen. Terroristerna är ett gäng avhoppade kommandosoldater som kommit för att rädda en knarkkung undan rättvisan. De har tänkt på allt, utom en sak: John McClane. John McClanes julafton ser återigen ut att bli förstörd i uppföljaren på Die Hard.

## Rollista (urval)
| Bruce Willis        | – John McClane                     |
| Bonnie Bedelia      | – Holly McClane                    |
| William Atherton    | – Richard Thornburg                |
| Reginald VelJohnson | – Al Powell, sergeant              |
| Franco Nero         | – Ramon Esperanza, general         |
| William Sadler      | – Stuart, överste                  |
| John Amos           | – Grant, major                     |
| Dennis Franz        | – Carmine Lorenzo, kapten          |
| Art Evans           | – Leslie Barnes                    |
| Fred Thompson       | – Trudeau                          |
| Tom Bower           | – Marvin, vaktmästare              |
| Sheila McCarthy     | – Samantha "Sam" Coleman, reporter |
| Don Harvey          | – Garber                           |
| Tony Ganios         | – Baker                            |
| Peter Nelson        | – Thompson                         |
| Robert Patrick      | – O'Reilly                         |
| Mick Cunningham     | – Sheldon                          |
| John Leguizamo      | – Burke                            |
| Tom Verica          | – Kahn                             |
| John Costelloe      | – Oswald Cochrane, sergeant        |
| Vondie Curtis-Hall  | – Miller                           |
| Mark Boone Junior   | – Shockley                         |
| Ken Baldwin         | – Mulkey                           |
| Colm Meaney         | – Pilot                            |
| Robert Costanzo     | – Vito Lorenzo, sergeant           |

## Om filmen
- Filmen är en uppföljare på kassasuccén Die Hard från 1988. 1995 kom den tredje filmen om polisen John McClane, Die Hard - Hämningslöst och 2007 kom ytterligare en uppföljare - Die Hard 4.0.
- Filmen hade Sverigepremiär den 28 september 1990.[2]

### Fotnoter
1. ↑  ”Die Hard 2: Die Harder” (på engelska). Box Office Mojo. 4 juli 1990. http://www.boxofficemojo.com/movies/?id=diehard2.htm. Läst 10 september 2016.
2. ↑  ”Die Hard 2”. Svensk filmdatabas. 28 september 1990. http://www.sfi.se/sv/svensk-filmdatabas/Item/?type=MOVIE&itemid=17301. Läst 10 september 2016.